# Station Helensburgh Central
Helensburgh Central is een spoorwegstation van National Rail in Argyll and Bute in Schotland. Het station is eigendom van Network Rail en wordt beheerd door ScotRail. 

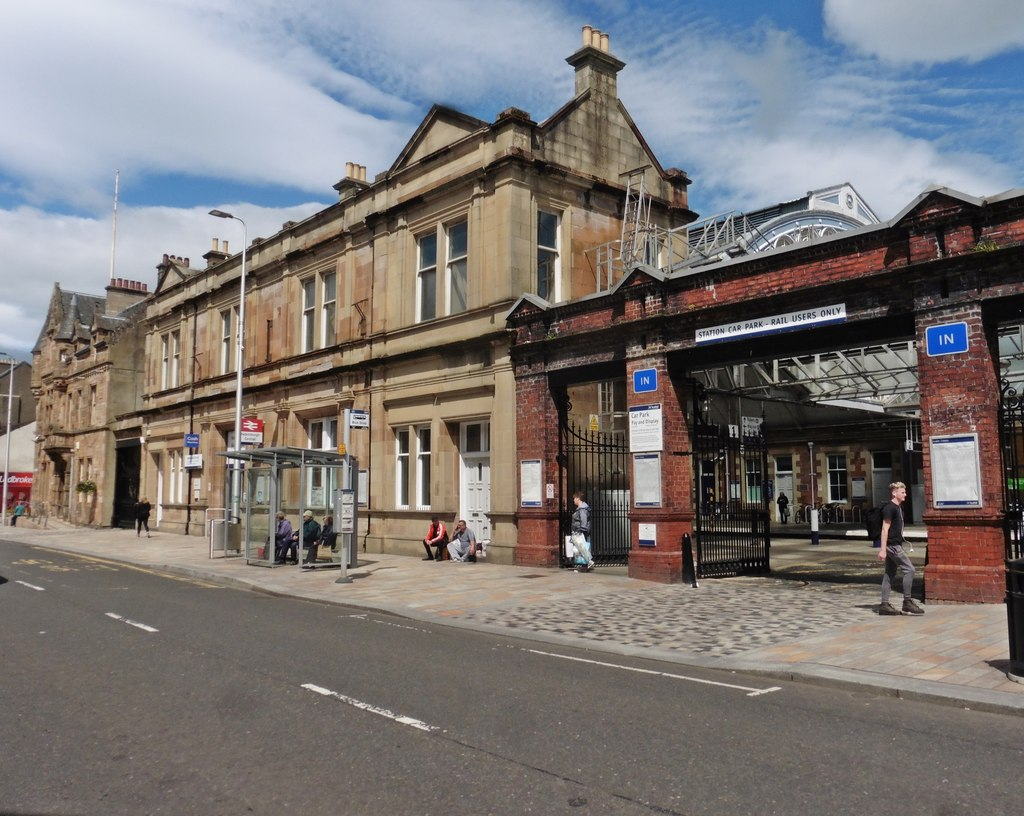
Stationsgebouw, 2018